# مارسل بوده
مارسل بوده (انگلیسی: Marcel Baude؛ زادهٔ ۵ اکتبر ۱۹۸۹) بازیکن فوتبال اهل آلمان است.
از باشگاه‌هایی که در آن بازی کرده‌است می‌توان به باشگاه فوتبال هالشر، باشگاه فوتبال انرژی کوتبوس، و باشگاه فوتبال کمنیتس اشاره کرد.